# Piłka nożna na Igrzyskach Frankofońskich 2009
Piłka nożna na Igrzyskach Frankofońskich 2009 odbyła się w dniach 26 września do 6 października na dwóch stadionach (Camille Chamoun Sports City Stadium i Stadion Miejski w Bejrucie) w stolicy Libanu - Bejrucie. Rozegrano turniej mężczyzn do lat 20 (U–20). Złoty medal przypadł reprezentacji Kongo, która po raz pierwszy w historii igrzysk frankofońskich sięgnęła po medal z takiego kruszcu. Srebro zdobyła reprezentacja Wybrzeża Kości Słoniowej, a brąz reprezentanci Maroka.

## Rezultaty zawodów

### Grupa A
| Państwo                  | Pkt | Mecze | Zwycięstwa | Remisy | Porażki | Bramki zdobyte | Bramki stracone | +/- |
| ------------------------ | --- | ----- | ---------- | ------ | ------- | -------------- | --------------- | --- |
| Wybrzeże Kości Słoniowej | 4   | 2     | 1          | 1      | 0       | 5              | 2               | +3  |
| Kongo                    | 4   | 2     | 1          | 1      | 0       | 4              | 3               | +1  |
| Liban                    | 0   | 2     | 0          | 0      | 2       | 1              | 5               | -4  |

| 26 września 2009 | Liban · Rabih Ataya 9' | 1:2 | Kongo · Ngavouka Cseke · AbduAllah Taleb 88' (samob.) |  |
|                  |                        |     |                                                       |  |

| 28 września 2009 | Liban | 0:3 | Wybrzeże Kości Słoniowej · Serge Deblé 38' · Antoine Ngossan 75' · Mamadou Coulibaly 85' |  |
|                  |       |     |                                                                                          |  |

| 30 września 2009 | Kongo · Ngavouka Cseke 26' · Malonga Lemina 28' | 2:2 | Wybrzeże Kości Słoniowej · Mamadou Coulibaly 38' · Laglais Kouassi 66' |  |
|                  |                                                 |     |                                                                        |  |

### Grupa B
| Państwo | Pkt | Mecze | Zwycięstwa | Remisy | Porażki | Bramki zdobyte | Bramki stracone | +/- |
| ------- | --- | ----- | ---------- | ------ | ------- | -------------- | --------------- | --- |
| Kanada  | 3   | 2     | 1          | 0      | 1       | 4              | 3               | +1  |
| Kamerun | 3   | 2     | 1          | 0      | 1       | 3              | 3               | 0   |
| Rwanda  | 3   | 2     | 1          | 0      | 1       | 4              | 5               | -1  |

| 26 września 2009 | Kanada · Alex Semenets 75', 88' | 2:3 | Rwanda · Emery Mvuyekure 21', 75' · Alex Suprenant 52' (samob.) |  |
|                  |                                 |     |                                                                 |  |

| 28 września 2009 | Kamerun · Pierre Patrick Metogo 22' · Franck Kom 58' · Henri Belle 90+5' | 3:1 | Rwanda · Tumaine Ntamuhanga 71' |  |
|                  |                                                                          |     |                                 |  |

| 30 września 2009 | Kanada · Augustin De Medina 50' · Alex Semenets 65' | 2:0 | Kamerun |  |
|                  |                                                     |     |         |  |

### Grupa C
| Państwo | Pkt | Mecze | Zwycięstwa | Remisy | Porażki | Bramki zdobyte | Bramki stracone | +/- |
| ------- | --- | ----- | ---------- | ------ | ------- | -------------- | --------------- | --- |
| Maroko  | 6   | 2     | 2          | 0      | 0       | 2              | 0               | +2  |
| Senegal | 1   | 2     | 0          | 1      | 0       | 1              | 2               | -1  |
| Francja | 1   | 2     | 0          | 1      | 0       | 1              | 2               | -1  |

| 26 września 2009 | Maroko · Ridallah El Ghazoufi 90' | 1:0 | Senegal |  |
|                  |                                   |     |         |  |

| 28 września 2009 | Senegal · Oumar Wade 27' | 1:1 | Francja · Fousseyni Cissé 34' |  |
|                  |                          |     |                               |  |

| 30 września 2009 | Francja | 0:1 | Maroko · Badr Kachani 33' |  |
|                  |         |     |                           |  |

### Półfinały
| 3 października 2009 | Maroko · Driss Fettouhi 45' (kar.) | 1:2 | Wybrzeże Kości Słoniowej · Waga Junior Lago 11' · Ange Gnanbgo 90' | Camille Chamoun Sports City Stadium |
|                     |                                    |     |                                                                    |                                     |

| 3 października 2009                                                                  | Kongo · Boukama Kaya 32' · Malonga Lemina 56' | 2:2 k. 2:1                                                                     | Kanada · Jarek Whiteman 3' · Reda Agourram 89' |  |
|                                                                                      |                                               |                                                                                |                                                |  |
|                                                                                      |                                               | Rzuty karne                                                                    |                                                |  |
| Fridrich Diafouka · Makolo Cancred · Ngavouka Cseke · Tsiba Moukassa · Gitel Boukama |                                               | Jarek Whiteman · Miloš Šćepanović · Reda Agourram · Gino Mauro · Alex Semenets |                                                |  |

### Mecz o 3. miejsce
| 5 października 2009 | Maroko · Ridallah El Ghazoufi 6', 36' · Driss Fettouhi 76' (kar.) | 3:1 | Kanada · Alex Surprenant 5' |  |
|                     |                                                                   |     |                             |  |

### Finał
| 6 października 2009                                                                | Wybrzeże Kości Słoniowej | 0:0 k. 3:5                                                                          | Kongo |  |
|                                                                                    |                          |                                                                                     |       |  |
|                                                                                    |                          | Rzuty karne                                                                         |       |  |
| Fridrich Diafouka · Christian Okoua · Bakari Koné · Antoine Ngossan · Ange Gnangbo |                          | Kouakou Mansou · Ngavouka Cseke · Nulva Ayessa · Anderson Oliver · Steven Bitsindou |       |  |

## Medaliści
| Wydarzenie           | Złoto | Srebro                   | Brąz   |
| Piłka nożna mężczyzn | Kongo | Wybrzeże Kości Słoniowej | Maroko |